# العلاقات الإسبانية المارشالية
العلاقات الإسبانية المارشالية هي العلاقات الثنائية التي تجمع بين إسبانيا وجزر مارشال.

## مقارنة بين البلدين
هذه مقارنة عامة ومرجعية للدولتين:
| وجه المقارنة                                              | إسبانيا                                                                             | جزر مارشال                     |
| --------------------------------------------------------- | ----------------------------------------------------------------------------------- | ------------------------------ |
| المساحة (كم2)                                             | 505.99 ألف                                                                          | 181                            |
| عدد السكان (نسمة)                                         | 46.73 مليون                                                                         | 53.13 ألف                      |
| الكثافة السكانية (ن./كم²)                                 | 92.35                                                                               | 29.35 ألف                      |
| العاصمة                                                   | مدريد                                                                               | ماجورو                         |
| اللغة الرسمية                                             | اللغة الإسبانية، اللغة الغاليسية، لغة بشكنشية، اللغة الكتالونية، اللغة الأوكسيتانية | لغة إنجليزية، اللغة المارشالية |
| العملة                                                    | يورو، بيزيتا إسبانية                                                                | دولار أمريكي                   |
| الناتج المحلي الإجمالي (بليون دولار)                      | 1.31 تريليون                                                                        | 199.40 مليون                   |
| الناتج المحلي الإجمالي (تعادل القوة الشرائية) بليون دولار | 1.77 تريليون                                                                        | 207.25 مليون                   |
| الناتج المحلي الإجمالي الاسمي للفرد دولار أمريكي          | 28.16 ألف                                                                           | 3.38 ألف                       |
| الناتج المحلي الإجمالي للفرد دولار أمريكي                 | 38.00 ألف                                                                           | 3.80 ألف                       |
| مؤشر التنمية البشرية                                      | 0.876                                                                               |                                |
| رمز المكالمات الدولي                                      | +34                                                                                 | +692                           |
| رمز الإنترنت                                              | .es                                                                                 | .mh                            |
| المنطقة الزمنية                                           | ت ع م+01:00، ت ع م+02:00                                                            | ت ع م+12:00                    |

## منظمات دولية مشتركة
يشترك البلدان في عضوية مجموعة من المنظمات الدولية، منها:
| علم المنظمة | اسم المنظمة                   | تاريخ انضمام إسبانيا | تاريخ انضمام جزر مارشال |
| ----------- | ----------------------------- | -------------------- | ----------------------- |
|             | البنك الدولي للإنشاء والتعمير | 15 سبتمبر 1958       | 21 مايو 1992            |
|             | بنك التنمية الآسيوي           | 1986                 | 1990                    |
|             | يونسكو                        | 30 يناير 1953        | 30 يونيو 1995           |
|             | الاتحاد الدولي للاتصالات      | 1866                 | 22 فبراير 1996          |
|             | مؤسسة التمويل الدولية         | 24 مارس 1960         | 23 سبتمبر 1992          |
|             | منظمة الشرطة الجنائية الدولية | ?                    | ?                       |
|             | الأمم المتحدة                 | 14 ديسمبر 1955       | 17 سبتمبر 1991          |
|             | مؤسسة التنمية الدولية         | 18 أكتوبر 1960       | 19 يناير 1993           |
|             | منظمة حظر الأسلحة الكيميائية  | ?                    | ?                       |

## وصلات خارجية
- موقع وزارة الخارجية الإسبانية